# محكمة دستورية

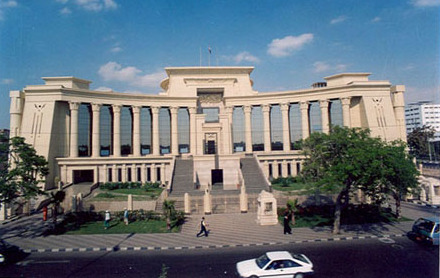
مبنى المحكمة الدستورية العليا المصرية في القاهرة.

المحكمة الدستورية وتسمى أحيانا المحكمة الدستورية العليا وهي أعلى سلطة قضائية في البلاد، تتحدد طريقة اختيار قضاتها وصلاحياتها ضمن دستور الدولة وتختلف من دولة إلى أخرى، ولكن بشكل عام فإن المحكمة الدستورية هي صاحبة القول الفصل بتوافق أي قرار أو مرسوم أو قانون أو حكم قضائي مع الدستور الذي هو التشريع الأعلى في البلاد ولا يجوز مخالفته.
يتم إحالة الدعوى إلى المحكمة الدستورية عادة من طريقين الأول هو شك المحكمة بعدم دستورية قانون معين وبالتالي تقوم هي بتحريك الدعوى لدراسة دستوريته، أو يمكن للحكومة أو البرلمان (أو أي جهة أخرى حسب دستور كل بلد) الطعن بدستورية تشريع أو حكم قضائي ما فتقوم المحكمة الدستورية العليا بالنظر في دستورية الموضوع المطعون فيه.
كما تختص المحكمة الدستورية بتفسير مواد الدستور بناءً على طلبات تقدم إليها (أيضاً وفق دستور كل بلد), للاسترشاد أثناء وضع المراسيم والتشريعات.
وقد يضاف إلى صلاحياتها محاكمة كبار المسؤولين في الدولة مثل رئيس الجمهورية حسب دستور كل دولة.
إن الأحكام الصادرة من المحكمة الدستورية قطعية وغير قابلة للطعن باعتبارها أعلى سلطة قضائية في البلاد.